# Hoàng Đạm
Hoàng Đạm (29 tháng 7, 1931 - 1 tháng 8, 2010) là nhạc sĩ Việt Nam, được tặng Giải thưởng Nhà nước về Văn học Nghệ thuật năm 2007.

## Tiểu sử và sự nghiệp
Hoàng Đạm, tên khai sinh là Phạm Hoàng Đạm, sinh ngày 29 tháng 7 năm 1931. Quê tại Thường Tín, Hà Nội.
Tháng 8 năm 1945, Hoàng Đạm là diễn viên Đoàn ca kịch Sao vàng của Đoàn Thanh niên trung ương do nhạc sĩ Đỗ Nhuận phụ trách; từ 1951 đến 1954, là Đội trưởng Đội múa Đoàn Văn công Trường Lục quân Việt Nam. 
Ông tốt nghiệp bậc đại học chuyên ngành sáng tác tại Nhạc viện Thượng Hải, Trung Quốc. Học xong, ông về nước làm giảng viên Bộ môn Sáng tác - Lý luận tại Nhạc viện Hà Nội.
Năm 1961, ông đi tu nghiệp trên đại học tại Nhạc viện Sofia, Bulgaria. 
Về sau, ông chuyển vào Nhạc viện Thành phố Hồ Chí Minh. 
Ông đã viết nhiều ca khúc, hợp xướng trong đó có: Thanh Hóa anh hùng, Suối Lê-Nin (viết cùng Hà Té), Đẹp thay những cô gái mở đường, Tình ca màu tím, Mẹ tôi, Tình ca ở biển...
Năm 2002, ông giành Giải thưởng của Hội nhạc sĩ Việt Nam: Giải nhì về nhạc thính phòng.
Năm 2003, ông giành Giải thưởng của Hội nhạc sĩ Việt Nam: Giải nhất về sách nghiên cứu lý luận: "Hoà tấu biến hoá lòng bản âm nhạc cổ truyền của người Việt."
Năm 2007, ông được tặng Giải thưởng Nhà nước về Văn học Nghệ thuật với các tác phẩm khí nhạc: Vũ khúc Tây Nguyên, Hội nghị Diên Hồng, Dòng kênh trong, hợp xướng Thanh Hóa anh hùng và giao hưởng thơ Giải phóng Điện Biên.
Ông mất ngày 01 tháng 8 năm 2010 tại Thành phố Hồ Chí Minh.

## Tác phẩm chính

### Âm nhạc
- Thɑnh Hoá ɑnh hùng (hợp xướng)
- Suối Lê-Nin (viết cùng Hà Té),
- Đẹp thɑy những cô gái mở đường,
- Tình cɑ màu tím,
- Mẹ tôi,
- Tình cɑ ở biển
- Vũ khúc Tây Nguyên (khí nhạc)
- Hội nghị Diên Hồng (khí nhạc)
- Dòng kênh trong (khí nhạc)
- Giải phóng Điện Biên (giao hưởng thơ)

### Sách
- "Hoà tấu biến hoá lòng bản âm nhạc cổ truyền của người Việt."

## Giải thưởng
- Giải thưởng của Hội nhạc sĩ Việt Nam 2002 (thính phòng)
- Giải thưởng của Hội nhạc sĩ Việt Nam 2003 (nghiên cứu lý luận)

## Vinh danh
- Giải thưởng Nhà nước về Văn học Nghệ thuật năm 2007